# Aerolloyd
Aerolloyd bzw. Aerolot war eine 1922–1928 aktive polnische Fluggesellschaft mit dem Sitz in Warschau und der Basis auf dem Flughafen Mokotów. Die Gesellschaft firmierte zunächst als Polska Linja Lotnicza „Aerolloyd“ Sp. z o. o. und nach der Änderung der Rechtsform 1925 als Polska Linja Lotnicza „Aerolot“ S.A.

## Geschichte
Gegründet wurde die erste dauerhaft betriebene Fluggesellschaft Polens von den Mineralölunternehmen Fanto und Polnaft. Am 29. September 1922 unterschrieb das Ministerium für Eisenbahnen einen Konzessions- und Zuschussvertrag mit der Aerolloyd. Ferner ermöglichte das Heeresministerium die Nutzung von Militäreinrichtungen wie Flugfelder und Flugzeugwerften. Die Geschäftsführung wurde aus Ignacy Wygard und Bronisław Dunin-Rzuchowski gebildet. Das Fluggerät samt Bodentechnik und Personal wurde von den Junkers-Werken aus Dessau und der Danziger Luftpost zur Verfügung gestellt und über langfristige Kredite finanziert. Somit war Aerolloyd von den ausländischen Unternehmen abhängig. Der erste technische Leiter der Fluggesellschaft war Erhard Milch von der Danziger Luftpost. Der zunächst einzige Pole im technischen Betrieb war der Leiter der Flugverkehrs in Warschau, Aleksander Kurmański. Am Anfang 1925 gab es im Unternehmen acht Piloten polnischer Nationalität.
Die nationalistische Presse hetzte gegen das von den Deutschen betriebene Unternehmen und die Regierung, die es trotz des Zollkrieges regelmäßig bezuschusste. Schließlich verordnete das Heeresministerium am 26. März 1925 die Polonisierung der Fluggesellschaft. Im Mai 1925 erfolgte die Umfirmierung auf „Aerolot“ (aus ‚aero‘ und ‚lot‘, poln. für Flug). Zum Vorstand wurde Aleksander Wygard, Bruder des bisherigen Geschäftsführers. Binnen weniger Monate wurden acht weitere polnische Piloten ausgebildet, so dass alle Deutsche abgelöst werden konnten.
Aufgrund der Präsidialverordnung vom 14. März 1928 wurde die Aerolot am 27. Dezember 1928 von der Linje Lotnicze LOT übernommen. Ebenso wurden die 120 Angestellten durch die neue Gesellschaft beschäftigt.

## Flugziele

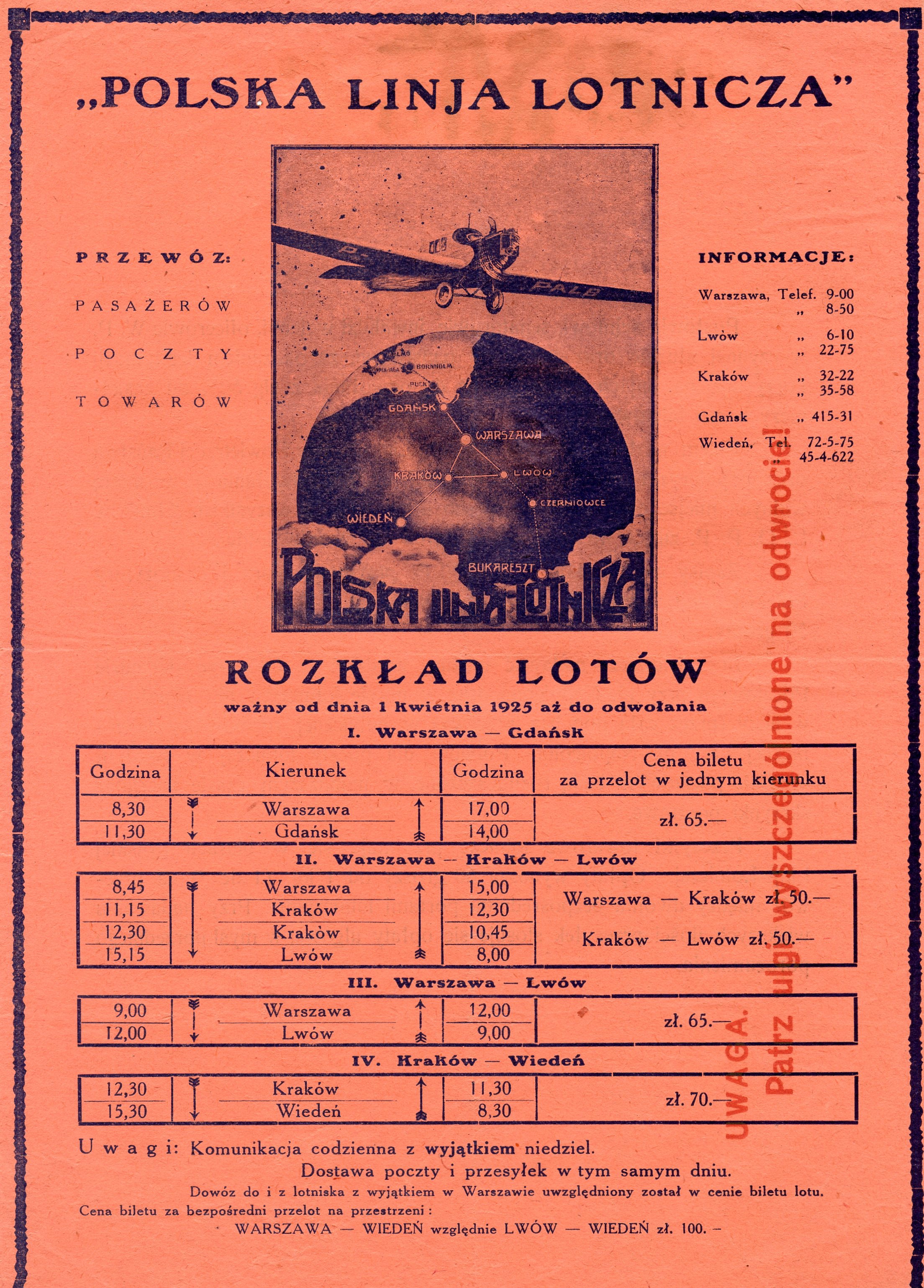
Flugplan der Aerolot von 1925

Im Jahre 1928 wurden folgende Linien betrieben:
- Danzig – Warschau – Lemberg
- Warschau – Krakau – Brünn – Wien
- Krakau – Lemberg

Im letzten Betriebsjahr beförderte Aerolot 4.460 Fluggäste.

## Flotte
Die Aerolloyd erhielt 1922 sechs Junkers F 13, die mit den Kennzeichen PP-ALA bis PP-ALF registriert wurden (1925 auf P-PALA bis P-PALF geändert). Drei weitere Flugzeuge (PP–ALG, PP–ALH und PP–ALK, später P–PAL...) kamen im Oktober 1923 hinzu. 1925 hat die Gesellschaft ihre Flotte um sieben weitere gleichartige Flugzeuge ergänzt, die als P-PALL bis P-PALS geführt wurden (davon drei von Aerolloyd im April und vier nach der Umbenennung in Aerolot im Juli 1925 in Dienst gestellt wurden). Die zuletzt genannte Maschine wurde bereits im August 1925 stark beschädigt und ausgemustert. Die verbliebenen Junkers F13 wurden von der LOT übernommen und bis 1936 eingesetzt.
Darüber hinaus verfügte die Aerolot in den Sommermonaten 1925 und 1926 jeweils über eine Junkers G 23W.